# Kardos
Kardos is een plaats (község) en gemeente in het Hongaarse comitaat Békés. Kardos telt 795 inwoners (2002).